# Enfoque a la Familia

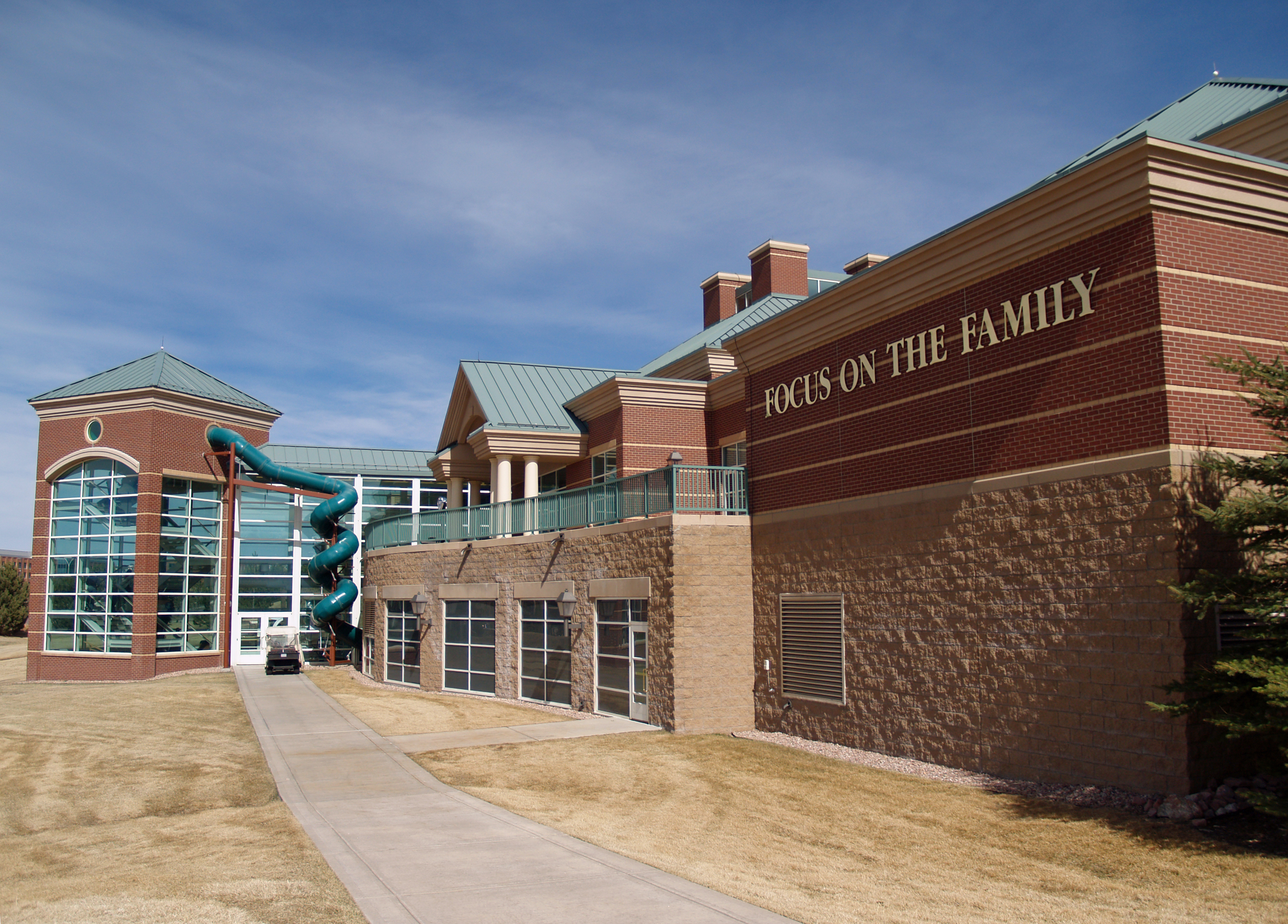
El "Welcome Center" ("Centro de Bienvenido") de Enfoque a la Familia en Colorado Springs

Enfoque a la Familia (inglés: Focus on the Family, FOTF) es una organización cristiana evangélica sin fines de lucro estadounidense que ofrece programas para apoyar a las familias. Está ubicada en Colorado Springs, Colorado y es uno de los principales grupos evangélicos conservadores de los Estados Unidos.

## Historia
La organización fue fundada en 1977 por  psicólogo James Dobson para proteger los valores familiares y apoyar a las familias. Promueve políticas públicas de conservadurismo social cristiano pero no vinculados a una iglesia específica. La misión de la organización es proteger los valores familiares. Una de las actividades de la organización es la transmisión de un programa de radio por Dobson y sus compañeros, proveyendo de consejos y recursos gratuitos para la familia, y publicando una variedad de revistas, videos y grabaciones de audio.
A partir de la década de 1990, Enfoque a la Familia promueve una política de familia fiel a su fundamento en principios bíblicos y lo que la familia representa como núcleo social.
El liderazgo de la organización estuvo en manos de Dobson hasta el 2003. En ese ali Donald P. Hodel fue nombrado presidente y jefe ejecutivo de las oficinas, encargado de las operaciones cotidianas. Esto dejó a Dobson como presidente de la Junta de Directores, a cargo de responsabilidades creativas y de publicidad. 
En marzo de 2005, Hodel se retiró y Jim Daly, anterior vicepresidente a cargo de la División Internacional de Enfoque a la Familia, asumió como presidente y jefe ejecutivo de las oficinas.
En 2023, la organización dice que tiene oficinas en 14 países y asociaciones en 98 países.

## Programas
Ofrece varios programas para la familia, como programas de adopción para huérfanos, programas de consejería matrimonial, una revista mensual y programas de radio.

## Premio
En 2008, Enfoque a la Familia fue nominado para el National Radio Hall of Fame. Las nominaciones fueron hechas por los 157 miembros del Salón de la Fama y la votación fue realizada por la opinión pública mediante voto en línea. El 18 de julio de 2008, se anunció que el programa había ganado y que sería incluido en el Salón de la Fama de la Radio en una ceremonia el 8 de noviembre de 2008. Actualmente se puede visualizar en la página del Salón de la Fama su presentación, que sindica a Enfoque a la Familia como un programa de radio escuchado en más de 3 000 instalaciones de radio en América del Norte, y en 27 idiomas en más de 160 países.